# SN 1950G
SN 1950G – supernowa odkryta 19 lutego 1950 roku w galaktyce A094406+0921. W momencie odkrycia miała maksymalną jasność 18,30m.